# Valentin Bayer
Valentin Bayer (8 de diciembre de 1999) es un deportista austríaco que compite en natación. Ganó dos medallas en el Campeonato Europeo de Natación, en los años 2022 y 2024, ambas en la prueba de 4 × 100 m estilos.

## Palmarés internacional
| Campeonato Europeo | Campeonato Europeo | Campeonato Europeo | Campeonato Europeo |
| Año                | Lugar              | Medalla            | Prueba             |
| ------------------ | ------------------ | ------------------ | ------------------ |
| 2022               | Roma (Italia)      | Medalla de bronce  | 4 × 100 m estilos  |
| 2024               | Belgrado (Serbia)  | Medalla de oro     | 4 × 100 m estilos  |